# リー・トロッター積公式
数学において、ソフス・リー (Sophus Lie, 1875) にちなんで名づけられたリーの積公式 (英: Lie product formula) は、任意の実あるいは複素正方行列 A, B に対して、
{\displaystyle e^{A+B}=\lim _{n\rightarrow \infty }(e^{A/n}e^{B/n})^{n}}
が成り立つという定理である。ここで eA は A の行列指数関数を表す。リー・トロッターの積公式 (Lie–Trotter product formula) (Trotter 1959) およびトロッター・加藤の定理 (Trotter–Kato theorem) (Kato 1978) はこれをある種の非有界線型作用素 A, B に拡張する。

## 定理
A, B を同じ次数の任意の実または複素正方行列、n を自然数とするとき、次の式が成立する。 
{\displaystyle e^{A+B}=\lim _{n\rightarrow \infty }(e^{A/n}e^{B/n})^{n}.}
ここで eA は行列指数関数による A の像であり、次の式により定義される。
{\displaystyle e^{A}=\sum _{k=0}^{\infty }{\frac {1}{k!}}A^{k}.}
ただし、A0 = I（単位行列）である。
また、行列 A のノルムは次で定義するものとし、収束はこのノルムによることを意味するものとする。
{\displaystyle \|A\|={\frac {1}{\sqrt {\dim A}}}{\sqrt {\sum _{i,j}|a_{ij}|^{2}}}.}
ただし、|aij| は A の (i, j) 成分の絶対値、dim A は A の次元である。係数 {\displaystyle 1/{\sqrt {\dim A}}} は 単位行列 I のノルムを 1 にするためのものであり、この係数を省いた定義を用いる文献もある(この係数が無くても、以下の論議で問題は発生しない)。
リー・トロッター積公式は、通常の指数関数における次の規則の拡張である。
{\displaystyle e^{x+y}=e^{x}e^{y}.}
この式は、x, y が任意の実数または複素数の場合に成立する。x, y を行列 A, B で置き変え、指数関数を行列指数関数で置き変えると、この規則が成立するためには、一般に A と B が可換である必要がある。しかし、リー・トロッター積公式は、A と B が可換でなくても一般に成立する。
この公式は、ベイカー・キャンベル・ハウスドルフの公式の自明な系である。
より一般的には、A, B を行列に限定せず、任意のノルム空間 V 上の有限なノルムを持つ線形作用素としても、この公式は成立する。ただし、上記の行列についてのノルムは、次で定義されるノルム空間 V 上の線形作用素 A のノルム ||A|| に置き換えるものとする。
{\displaystyle \|A\|=\sup _{x\in V}{\frac {\|Ax\|}{\|x\|}}.}
この定義では、ノルム空間 V 上の恒等写像 I のノルムは 1 である。

## 証明
特に複素正方行列の場合について証明する。以下の証明は (窪田 2008, pp. 34–36) による。次の補題を用いる。
補題
A, B を同じ次数の任意の複素正方行列とすると、次の関係が成り立つ。
{\displaystyle e^{A}e^{B}=e^{(A+B)}+O(\|A\|\|B\|).}
ただし、{\displaystyle O(\cdot )} はランダウの記号(ただし、行列値に拡張している)である。
補題の証明は省略する。
補題から n を自然数として任意の行列 A, B に対して次の式が成り立つ。
{\displaystyle e^{A/n}e^{B/n}=e^{(A+B)/n}+O(\|A/n\|\|B/n\|)=e^{(A+B)/n}+O(\|A\|\|B\|/n^{2}).}
従って、
{\displaystyle {\begin{aligned}(e^{A/n}e^{B/n})^{n}&=\left(e^{(A+B)/n}+O(\|A\|\|B\|/n^{2})\right)^{n}\\&=e^{A+B}+O(1/n)&(n\to \infty )\end{aligned}}}
となるから、
{\displaystyle \lim _{n\to \infty }\left(e^{A/n}e^{B/n}\right)^{n}=e^{A+B}}
が成り立つ。

## 応用
この公式は、量子力学における経路積分において応用されており、この公式によってシュレーディンガー時間推進作用素 (そのジェネレーターがハミルトニアンである) を、運動エネルギー作用素 (の時間積分断片)とポテンシャルエネルギー作用素 (の時間積分断片) の交互の積の列に分離することが可能になっている。同様のアイデアは微分方程式の数値解法における分割法 (離散化) を構築する上でも使われている。